# Zebrasno

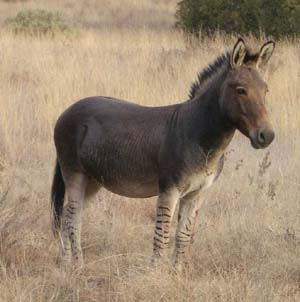
Um zebrasno na África do Sul

O zebrasno é um animal híbrido, que resulta do cruzamento entre uma zebra e um asno. Pertencem ambos à família dos equídeos.
Encontram-se zebrasnos selvagens na África do Sul e Namíbia, países onde zebras e burros vivem em proximidade. Tal como a mula, são geralmente estéreis devido a um número ímpar de cromossomas que impede a meiose.